# Доктрина Ейзенхауера

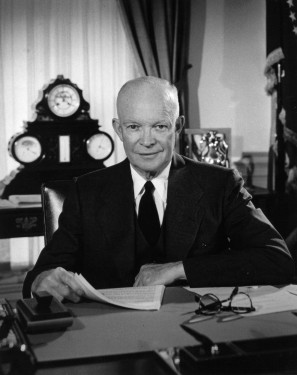
Дуайт Ейзенхауер

Доктрина Ейзенхауера (англ. Eisenhower Doctrine) була озвучена президентом Дуайтом Ейзенхауером в посланні Конгресу США 5 січня 1957. Згідно з цією доктриною, будь-яка країна може запросити економічну або військову допомогу у США, якщо вона зазнає військової агресії з боку іншої держави. Ейзенхауер підкреслив радянську загрозу у своїй доктрині, висловлюючи готовність американських військ «забезпечувати та захищати територіальну цілісність та політичну незалежність країн, які потребують допомоги проти військової агресії будь-якої нації, контрольованої міжнародним комунізмом».

## Цілі та значення доктрини
У глобальному політичному контексті Доктрина доповнювала доктрину масованої відплати і була зроблена у відповідь на можливість масштабного військового конфлікту, що виникла внаслідок спроби Радянського Союзу використати Суецьку кризу як привід вторгнутися в Єгипет. Внаслідок вакууму влади, що виник в регіоні внаслідок невдачі британської та французької сторін у війні, Ейзенхауер вважав за необхідне посилення власного впливу в регіоні. Ситуація ускладнювалася позицією, зайнятою єгипетським лідером Гамалем Абдель Насером, який швидко розгорнув базу і використовував її для зіштовхування інтересів США та СРСР. При цьому він залишався «позитивно нейтральним», отримуючи водночас допомогу і від Рад.